# ایان ماتسن
ایان ماتسن (انگلیسی: Ian Maatsen؛ زادهٔ ۱۰ مارس ۲۰۰۲) بازیکن فوتبال اهل هلند است.
از باشگاه‌هایی که ماتسن در آن بازی کرده است می‌توان به چلسی و دورتموند اشاره کرد.
وی در رده‌های پایه هلند به تیم ملی این کشور دعوت می‌شود اما سورینامی تبار است.